# New Orleans Bowl 2014
Match précédent Match suivant
Le New Orleans Bowl 2014 est un match annuel de football américain de niveau universitaire joué après la saison régulière de 2014, le 20 décembre 2014 au Mercedes-Benz Superdome à La Nouvelle-Orléans en  Louisiane.
Il s'agissait de la 14e édition du New Orleans Bowl.
Le match a mis en présence les équipes de Nevada Wolf Pack issue de la Mountain West Conference et de Louisiana-Lafayette Ragin' Cajuns issue de la Sun Belt Conference.
Il a débuté à 10:00 a.m. CST (heure locale) et a été retransmis en télévision sur ESPN.
Sponsorisé par la société de transport de fret R+L Carriers, le match fut officiellement dénommé le R+L Carriers New Orleans Bowl.
Louisiana-Lafayette gagne le match sur le score de 16 à 3.

## Présentation du match
| Équipes                                                                                                  | Conférences | Entraîneurs   | Stats. saison rég. |
| --- | ----------- | ------------- | ------------------ |
| Ragin' Cajuns de la Louisiane                                                                            | Sun Belt    | Mark Hudspeth | 8-4                |
| Wolf Pack du Nevada                                                                                      | MWC         | Brian Polian  | 7-5                |
| Arbitre : Greg Blum (MAC) Équipe donnée favorite par les bookmakers : Wolf Pack du Nevada (1,5 contre 1) |             |               |                    |

Le match a mis en présence les équipes de Nevada Wolf Pack issue de la Mountain West Conference et de Louisiana-Lafayette Ragin' Cajuns issue de la Sun Belt Conference.
Il s'agit de la seconde rencontre entre ces deux équipes, la première ayant eu lieu en 1995 et la victoire de Nevada 38 à 14 à Reno (Nevada).

### Ragin' Cajuns de la Louisiane
Les Ragin' Cajuns terminent 2e de la Sun Belt Conference derrière Georgia Southern avec un bilan en conférence de 7 victoires et 1 défaite. Ils sont donc éligibles et acceptent l'invitation à participer au New Orleans Bowl de 2014.
Avec un bilan global de 8 victoires et 4 défaites en saison régulière, les Ragin' Cajuns sont éligibles et accepte l'invitation pour participer à leur 4e New Orleans Bowl consécutif, rejoignant ainsi en nombre de participations, les équipes de Southern Miss Golden Eagles et de North Texas Mean Green.
En 2011, ils avaient battu San Diego State sur le score de 32 à 30, avaient également gagné en 2012 contre East Carolina Pirates sur le score de 43 à 34 et étaient également sortis vainqueurs en 2013 de leur match contre Tulane Green Wave 24 à 21.
Il s'agit du seul bowl d'après saison régulière auquel Louisiana-Lafayette ait participé au niveau du FBS.

### Wolf Pack du Nevada
Avec un bilan global de 7 victoires et 5 défaites, Nevada est éligible et accepte l'invitation pour participer au New Orleans Bowl de 2014.
Ils terminent 3e de la division Ouest de la Mountain West Conference derrière Fresno State et San Diego State, avec un bilan en conférence de 4 victoires et 4 défaites.
L'équipe arrive au bowl avec la réputation d'être une équipe redoutable en 4e quart-temps (classés 2e en FBS au nombre de points inscrits en 4e quart-temps).

## Résumé du match
Températures de 51 °F, joué en indoors.
| ÉVOLUTION DU SCORE du NEW OREANS BOWL 2014 |                              |                              |                              |                              |                              | |       |       |
| QT                                         | Temps                        | Drive                        | Drive                        | Drive                        | Équipe                       | Description de l'action | Score | Score |
|                                            |                              | Jeux                         | Yards                        | TDP                          |                              | | LLA   | NEV   |
| 1                                          | 11:26                        | 8                            | 77                           | 03:34                        | LLA                          | TD par WR C.J. Battes suite réception d'une passe de 17 Yds de QB Terrance Broadway + 1 pt de conversion par kicker Hunter Stover | 7     | 0     |
| 1                                          | 02:55                        | 13                           | 60                           | 06:58                        | LLA                          | FG de 46 yds par kicker Hunter Stover                                                                                             | 10    | 0     |
| 2                                          | 02:42                        | 8                            | 24                           | 03:20                        | NEV                          | FG de 21 yf-ds par kicker Brent Zuzo                                                                                              | 10    | 3     |
| 4                                          | 11:51                        | 15                           | 77                           | 07:25                        | LLA                          | FG de 30 yds par kicker Hunter Stover                                                                                             | 13    | 3     |
| 4                                          | 04:46                        | 9                            | 47                           | 04:15                        | LA                           | FG de 35 yds par kicker Hunter Stover                                                                                             | 16    | 3     |
| "TDP" = temps de possession.               | "TDP" = temps de possession. | "TDP" = temps de possession. | "TDP" = temps de possession. | "TDP" = temps de possession. | "TDP" = temps de possession. | "TDP" = temps de possession. | 16    | 3     |

## Statistiques
| Statistiques par Équipes               | Statistiques par Équipes | Statistiques par Équipes |
| Statistiques                           | LLA                      | NEV                      |
| -------------------------------------- | ------------------------ | ------------------------ |
| 1er downs                              | 26                       | 13                       |
| Conversion de 3e Down                  | 6/14                     | 4/15                     |
| Conversion de 4e Down                  | 0/1                      | 1/3                      |
| Total de yards                         | 411                      | 213                      |
| Yards à la course                      | 184                      | 89                       |
| Yards à la passe                       | 227                      | 124                      |
| Passes : Réussies-Tentées-Interceptées | 26/31-0                  | 14/29-0                  |
| TD                                     | 1                        | 0                        |
| Field Goals                            | 3                        | 1                        |
| Fumbles (Nombre/Perdus)                | 1                        | 1                        |
| Pénalités (Nombre/Yards perdus)        | 1 (15 yards)             | 1 (5 yards)              |
| Temps de possession                    | 36:54                    | 23:06                    |

| Meilleur Joueur (MVP) | Meilleur Joueur (MVP) | Meilleur Joueur (MVP) |
| --------------------- | --------------------- | --------------------- |
| Nom                   | Équipe                | Poste                 |
| Terrance Broadway     | Louisiana–Lafayette   | QB                    |

| Statistiques Individuelles | Statistiques Individuelles | Statistiques Individuelles |
| -------------------------- | -------------------------- | -------------------------- |
| Quaterbacks                |                            |                            |
| LLA                        | Terrance Broadway          | 26/31, 227 yards, 1 TD     |
| NEV                        | Cody Fajardo               | 14/29, 124 yards, 0 TD     |
| Meilleurs Coureurs         |                            |                            |
| LLA                        | Elijah McGuire             | 16 courses, 99 yards       |
| NEV                        | Cody Fajardo               | 13 courses, 49 yards       |
| Meilleurs Receveurs        |                            |                            |
| LLA                        | Elijah McGuire             | 5 Réc., 54 yards           |
| NEV                        | Richy Turner               | 5 Réc., 46 yards           |
| Meilleurs Tackleurs        |                            |                            |
| LLA                        | Trim Corey                 | 7 tackles, 1 assiste       |
| NEV                        | Lyons Matthew              | 6 tackles, 3 assistes      |